# Nealiolus auriculatus
Nealiolus auriculatus är en stekelart som först beskrevs av Martin 1956.  Nealiolus auriculatus ingår i släktet Nealiolus och familjen bracksteklar. Inga underarter finns listade i Catalogue of Life.